# Jałówka-Kolonia
Jałówka-Kolonia [jaˈwufka kɔˈlɔɲa] est un village polonais de la gmina de Sidra dans le powiat de Sokółka et dans la voïvodie de Podlachie. 